# Esporofil·le

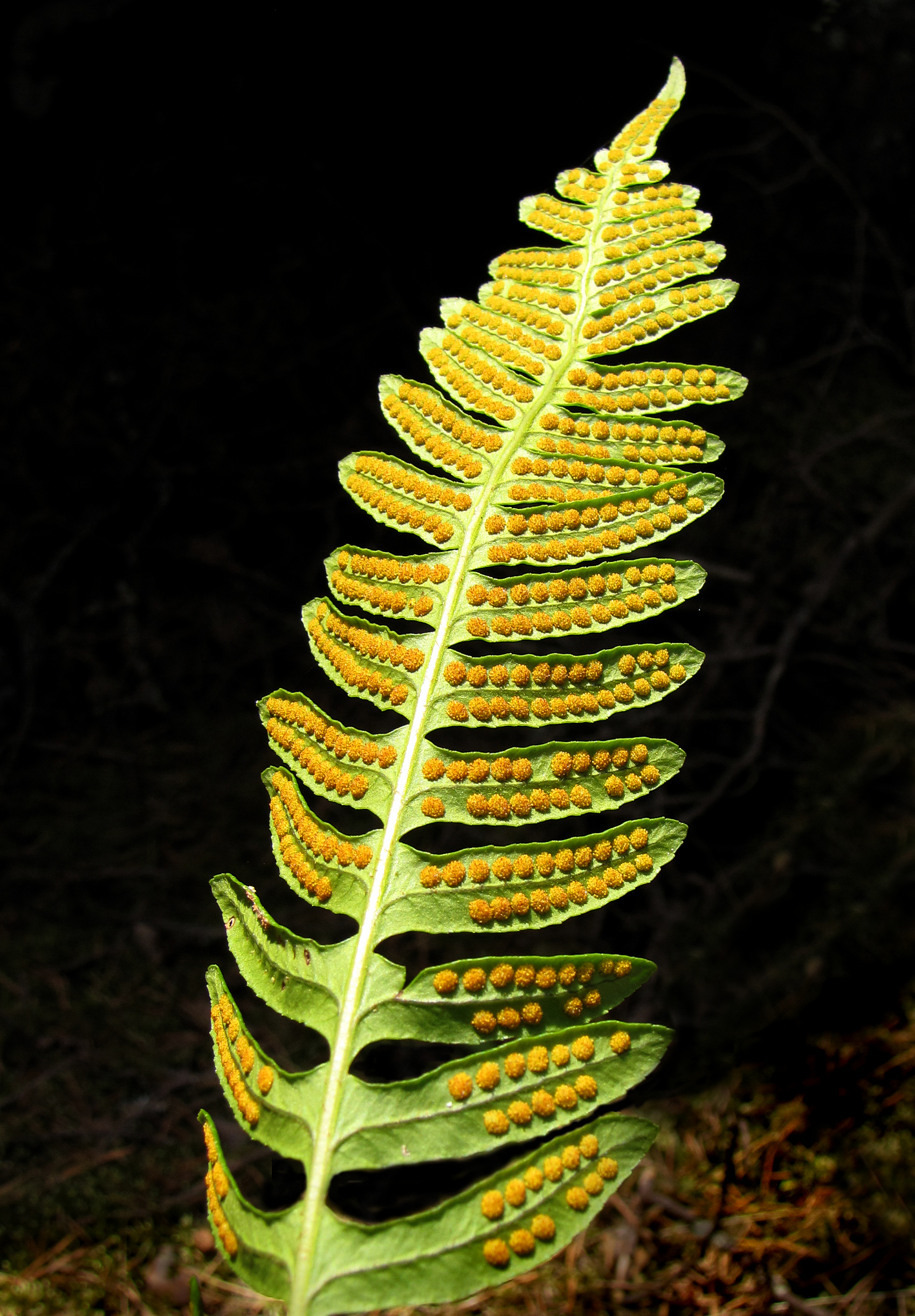
Esporòfil

Un esporofil·le és una fulla que porta esporangis. Tant els microfil·les com els megafil·les poden ser esporofil·les. En les plantes heterospòriques els esporofil·les porten, ja siga megaesporangis (i aleshores es diuen megaesporofil·les) o microesporangis (microesporofil·les).
L'ensolapament dels prefixs i les arrels d'aquests termes els fa especialment confusos en la nomenclatura botànica.
Els esporofil·les varien molt en aparença i estructura, i poden tindre un aspecte similar a fulles estèrils o no tindre-lo.
Les plantes que produeixen esporofil·les inclouen: 
Licòfites, on els esporofil·les es poden agregar dins estròbils (Selaginella i alguns Lycopodium i gèneres relacionats) o distribuïts de manera única entre fulles estèrils (Huperzia i gèneres segregats).
Les Falgueres poden produir esporofil·les similars a frondes estèrils o que semblen molt diferents de les frondes estèrils. Aquestes poden ser no fotosintètics i no tindre els típics pinnae (per exemple, Onoclea).
Les cicadàcies produeixen estròbils tant productors de pol·len com de llavors, que estan compostos d'esporòfil·les.
El Ginkgo produeix microsporofil·les agregats dins un estròbil de pol·len. Els seus primordis seminals no sorgeixen sobre esporofil·les.
Les coníferes com els ginkgo i cicadàcies, produeixen microsporofil·les agregats dins estròbils amb pol·len. Tanmateix, a diferència d'aquests altres grups, els primordis seminals es produeixen a les escates de les pinyes, les quals són brots modificats, no pas esporofil·les.
Algunes plantes no produeixen esporofil·les. Els esporangis es produeixen directament sobre les tiges.
Els Equisetum sempre produeixen estròbils, però les estructures que porten esporangis (esporangiòfors) s'han interpretat com a tiges modificades.
Els Gnetophyta produeixen tant pol·len compost com estròbils amb llavors.